# Ladenbergia laurifolia
Ladenbergia laurifolia är en måreväxtart som beskrevs av John Duncan Dwyer. Ladenbergia laurifolia ingår i släktet Ladenbergia och familjen måreväxter.
Artens utbredningsområde är Panamá. Inga underarter finns listade i Catalogue of Life.